# Podhorany, Kežmarok
Podhorany este o comună slovacă, aflată în districtul Kežmarok din regiunea Prešov. Localitatea se află la altitudinea de 596 m deasupra n.m., se întinde pe o suprafață de 11,02 km2 și în 2017 număra 2.853 de locuitori.

## Istoric
Localitatea Podhorany este atestată documentar din 1235.

## Demografie
| An:                | 1994 | 2004    | 2014    | 2024    |
| ------------------ | ---- | ------- | ------- | ------- |
| Număr de persoane: | 1011 | 1578    | 2621    | 3029    |
| Diferență:         |      | +56,08% | +66,09% | +15,56% |

| An:                | 2023 | 2024   |
| ------------------ | ---- | ------ |
| Număr de persoane: | 2937 | 3029   |
| Diferență:         |      | +3,13% |